# Pasirmuncang (Panyingkiran)
Pasirmuncang is een bestuurslaag in het regentschap Majalengka van de provincie West-Java, Indonesië. Pasirmuncang telt 3290 inwoners (volkstelling 2010).